# Nina Bulatovix
Nina Bulatovix je tričlanska rock in post-punk skupina, ki je nastala leta 2009 kot odgovor na pobudo mariborske občine, da bi samovoljno prenovila Pekarno, prostor alternativne in mladinske kulture v Mariboru. Sestavljajo jo pevec Gregor Kosi, basist Marko Širec in bobnar Jure Lavrin. 
Omembe vredno dejstvo je, da električne kitare skupina ne uporablja. Namesto nje je uporabljena bas kitara, ki je včasih tudi distorzirana.
Svoj debitantski album, Nina Bulatovix, ki je izšel v samozaložbi, je skupina posnela v živo v mariborskem klubu Štuk, na festivalu Scena, izdala pa 17. decembra 2011. Tri leta kasneje, 4. decembra 2014, so izdali svoj drugi album Jate, tokrat posnet v dvorani Gustav, v Pekarni,  v improviziranem studiu.
Aprila 2016 je Nina Bulatovix nastopila kot predskupina na koncertu ameriške post-punk skupine Protomartyr.

## Ime
Skupina se imenuje po Nini Bulatović, vodji urada za kulturo in mladino pri mariborski občini. Pri sodelovanju na javni tribuni o usodi Pekarne je namreč pokazala vsaj delno ignoranco do neinstitucionalne kulture. Člani skupine so zadnjo črko njenega priimka nadomestili z "x", da bi se izognili pravnim težavam.

## Diskografija
- Nina Bulatovix (Samozaložba, 2011)
- Jate (Kapa Records, 2014)
- Zob za zob (Kapa Records, 2021)